# 岸本英八郎
岸本 英八郎（きしもと えいはちろう、1916年 - 1986年6月21日）は、日本の経営学者。
1941年神戸商科大学卒、1962年「技術革新と経営管理論の形成」で神戸大学経営学博士。神戸大学経済経営研究所勤務ののち、南山大学助教授、甲南大学助教授、教授を務め、1982年名誉教授となり、大阪学院大学教授を務めた。

## 著書
- 『オートメーションと経営管理』ダイヤモンド社 1957
- 『経営と技術革新』日本経済新聞社　経営管理全書 1959
- 『経営機械化の発展 新しい産業革命を推進するもの』中央経済社　1961
- 『現代経営管理論 技術革新時代の構想』中央経済社　1961
- 『経営情報システム 第三期の経営機械化』中央経済社 1966
- 『アメリカにみるコンピュータ経営の高度利用 実態調査報告』コンピュータ・エージ社 1970
- 『経営情報システム研究』ダイヤモンド社 1970
- 『コンピュータ経営論』丸善 経営学全書 1970
- 『最新経営情報システム』中央経済社 1970
- 『戦略的経営情報システム』中央経済社 1986

### 編著
- 『日本産業とオートメーション』編 東洋経済新報社 1959
- 『事務管理』編 日本生産性本部 日本の経営 1961
- 『経営情報処理組織 機械化の実践課題』編著 中央経済社 1963
- 『技術革新と経営管理』編 金原出版 1964
- 『新経営学 経営科学の展開』編著 中央経済社 1966
- 『講座現代の経営 第6　コンピュータ経営』共編 河出書房　1968
- 『経営情報処理概論』編著 中央経済社 1983

### 翻訳
- ヒックス, プレース『事務管理』涌田宏昭共訳編 日本生産性本部 アメリカ経営学大系 1961
- ロバート・V.ヘッド『電子計算機リアルタイム導入計画』日本経営出版会 1967
- D.J.ギャラガー『マネジメント・インフォメーション・システム』日本経営出版会 1967

## 論文
- <岸本英八郎